# This Machine
This Machine är ett musikalbum av The Dandy Warhols som utgavs 2012 på skivbolaget The End. Ljudbilden på albumet är betydligt mer avskalad och lugn än på deras tidigare skivor. Låttexterna är också mindre färgade av ironi än tidigare. "Well They're Gone" blev den enda singeln från albumet.

## Låtlista
(upphovsman inom parentes)
1. "Sad Vacation"	(Brent DeBoer, Courtney Taylor-Taylor) - 4:27
2. "The Autumn Carnival"	(Taylor-Taylor, David J) - 4:00
3. "Enjoy Yourself" (Taylor-Taylor) - 3:01
4. "Alternative Power to the People" (DeBoer, Taylor-Taylor) - 2:45
5. "Well They're Gone" (Taylor-Taylor) - 4:15
6. "Rest Your Head" (Taylor-Taylor, Miles Zuniga) - 4:12
7. "16 Tons" (Merle Travis) - 2:08
8. "I Am Free" (Taylor-Taylor) - 4:07
9. "Seti vs. the Wow! Signal" (Taylor-Taylor) - 3:17
10. "Don't Shoot She Cried" (DeBoer, Zia McCabe) - 5:53
11. "Slide" (DeBoer) - 4:57

## Listplaceringar
- Billboard 200, USA: #88[1]